# Орлова Ольга Сергіївна
Ольга Орлова (нар. 9 жовтня 1984 року) — колишня українська фігуристка. Була бронзовою призеркою Румунії на Кришталевих ковзанах 2001 року, срібною призеркою національної збірної України 2004 року та посіла 26 місце на чемпіонаті Європи 2004 року .
| Сезон         | Коротка програма | Вільне катання                              |
| ------------- | ---------------- | ------------------------------------------- |
| 2003–04 </br> | - фламенко       | - Болеро Равеля arranged by Jaques Loussier |
| 2001–02 </br> | - Файли X        |                                             |

| міжнародний                    | міжнародний | міжнародний | міжнародний | міжнародний | міжнародний | міжнародний |
| Подія                          |             |             | 01–02       | 02–03       | 03–04       | 04–05       |
| ------------------------------ | ----------- | ----------- | ----------- | ----------- | ----------- | ----------- |
| Чемпіон Європи.                |             |             |             |             | 26 числа    |             |
| Кришталевий ковзан             |             |             | 3-й         |             |             |             |
| Міжнародний: юніор             |             |             |             |             |             |             |
| JGP Нідерланди                 |             |             | 17-е        |             |             |             |
| євро. Юнацькі Олімпійські ігри |             |             |             | 10-й Дж     |             |             |
| національний                   |             |             |             |             |             |             |
| Чемпіон України.               | 5-й Дж      | 4-й         |             | 5-й         | 2-е         | 5-й         |
| J: Молодший рівень             |             |             |             |             |             |             |

1. ↑  Olga ORLOVA: 2003/2004. International Skating Union. Архів оригіналу за 21 серпня 2006.
2. ↑  Olga ORLOVA: 2001/2002. International Skating Union. Архів оригіналу за 12 червня 2002.